# Монтињано-Марцока (Анкона)
Монтињано-Марцока је насеље у Италији у округу Анкона, региону Марке.
Према процени из 2011. у насељу је живело 4590 становника. Насеље се налази на надморској висини од 5 м.